# Нулеви отпадъци
Стратегията „Нулеви отпадъци“ възниква в средата на 90-те години като резултат от усилията на природозащитни организации, национални и местни власти, граждани и индустрии да намерят устойчиво решение на все по-нарастващия проблем с отпадъците.
Според международното обединение Нулеви отпадъци (Zero Waste International Alliance), „Нулеви отпадъци е етична, икономическа, ефективна и визионерска пътеводна цел за промяна на навиците и начина на живот по подобие на устойчивите природни цикли, където всички отпадни материали са предназначени да служат като суровини за други процеси. Нулеви отпадъци има за цел проектирането и управлението на продукти и процеси по начин, който системно ограничава обема и премахва токсичността на отпадъците и материалите, като запазва и възстановява всички суровини, вместо да ги изгаря или погребва в сметища. Прилагането на подхода Нулеви отпадъци ще премахне изхвърлянето на земята, във водата или във въздуха на отпадъци, които са опасни за здравето на планетата, хората, животните и растенията.“

## История на движението „Нулеви отпадъци“
Терминът „нулеви отпадъци“ се появява за първи път в публичното пространство като име на компанията Zero Waste Systems Inc. (ZWS). Тя е основана в средата на 70-те г. на 20 век от д-р Пол Палмър в Оукланд, Калифорния. Нейната дейност се състои в намиране на нови собственици на голяма част от химическите вещества, използвани в зараждащата се електронна индустрия. Дейността на организацията бързо нараства и обхваща и други направления. И понеже е била единствената компания в света с подобна дейност, придобива световна известност посредством множество интервюта в популярни медии.
Наследник на компанията Zero Waste Systems Inc. е Института за нулеви отпадъци Zero Waste Institute, отново основан от д-р Пол Палмър. Институтът надгражда получения опит от ZWS, като вече не счита рециклирането за решение на проблема с отпадъците. Основната теория на ZWI е, че е необходим цялостен нов дизайн на всички търговски продукти, така че процесът на тяхното производство и продажба да оползотвори напълно тяхната стойност, за да не се налага тяхното изхвърляне, което от своя страна вече не изисква повторна употреба или рециклиране, тъй като липсва отпадък. Интернет сайтът на Института предлага множество примери за нов дизайн на продукти, с което удължава техния живот до близо 100 години. Представен е пълен набор от принципи и анализи, чрез които се постига здрав и дълготраен дизайн на различните продукти.
В рамките на няколко десетилетия концепцията „Нулеви отпадъци“ набира скорост в различни части на света, вече под формата на движение със свои последователи, като достига своеобразен връх в развитието си в периода 1998 – 2002 г. Тогава става преминаването от теория към практика с фокус върху „обществото за нулеви отпадъци“ с неговата структура и поведение. Интернет сайтът на международното обединение Нулеви отпадъци (Zero Waste International Alliance) съдържа списък на общности от целия свят, които са създали политики за насърчаване на практики за нулеви отпадъци. Различни страни из света и някои американски общности са започнали да преоценяват и преструктурират сегашните си системи, за да насърчават възстановяването на ресурсите и да създават икономика, която използва по-ефикасно материалите.
Един от пилотните градове, който си поставя за цел да постигне нулеви отпадъци е Сан Франциско, САЩ. Целта е поставена през 2002 г., а през 2010 г. градът постига рекордния за САЩ 80% спад на генерирания отпадък. Успехът на Сан Франциско се крие в прилагането на троен подход, който включва общински наредби, отношения с фирмата за събиране, извозване и преработване на отпадъците и информационна работа с гражданите. В резултат Сан Франциско получава престижното отличие за най-зелен град в Северна Америка.
Към 2014 г. движението „Нулеви отпадъци“ има последователи от целия свят, които са доказателство за неговата изпълнимост в реални условия. Сред пионерите са както отделни общности и градове, така и компании-производители на различни продукти.
Над 300 общности, населени места и региони в света са тръгнали по пътя към нулевите отпадъци (такива има в Англия, Уелс, Шотландия, Италия, Испания, Франция, Унгария, Румъния, ЮАР, Сингапур, Филипините, Япония, Индия, Аржентина, Канада, САЩ, Австралия и Нова Зеландия).
Движението продължава да расте и неговите млади последователи от цял свят се обединяват в младежката организация Zero Waste Youth Архив на оригинала от 2014-09-21 в Wayback Machine.. Тя е основана в Бразилия, но намира последователи и в Аржентина, Пуерто Рико, Мексико, САЩ и Русия.
Организацията Zero Waste Europe е основана в Холандия и има членове от почти цяла Европа. Освен че подпомага споделянето на информация, знания и опит, мрежата осигурява застъпничество и представлява активните общности пред институциите на ЕС.

## Нулеви отпадъци – нов системен подход
Управлението на отпадъците е сред най-сериозните проблеми на съвременното общество. Сегашната индустриална система и общество на „изхвърлянето“ се базира на еднопосочен поток на първични материали към замърсяващите сметища и инсинератори за отпадъци. Извличането, обработването, транспортирането и прахосването на ресурси е основната причина за разрушаването на околната среда и глобалното затопляне.

Тази еднопосочна индустриална система може да бъде пренасочена към кръгова затворена система, при която в индустрията влизат както нови ресурси, така и рециклирани отпадъчни ресурси. Рециклирането все още все още не е в състояние да постави край на зависимостта от сметища и инсинератори, нито ще промени бързото изчерпване на природните ресурси. Тъй като световното население и потребление продължават да растат, еднопосочните схеми за извличане на девствени ресурси за пакетиране и продукция, която по-късно ще бъде депонирана или изгорена, не са устойчиви.
Нулевите отпадъци са нов начин за разглеждане на потока с отпадъците, което налага преди всичко промяна в мисленето. Вместо употребения материал да се разглежда като отпадък, който се нуждае от депониране, изхвърлените материали се приемат за ценен ресурс, което е предпоставка за осигуряване на устойчиво управление на материалите в процеса на производство.
Подходът „Нулеви отпадъци“ комбинира етиката със солидна икономическа визия както за местните общности, така и за големите корпорации. От една страна се създават местни работни места и бизнеси, които събират и преработват вторични суровини в нови продукти. От друга страна, на големите корпорации се предлага начин за увеличаване на тяхната ефективност чрез намаляване на нуждите от първични материали и разходите за депониране на отпадъци.
Нулевите отпадъци предвиждат цялостно преструктуриране на производствената система по такъв начин, че природата престава да бъде смятана за безкраен източник на суровини за производство, които след време се развалят и изхвърлят на сметища или в инсинератори.
Стратегията комбинира общностни практики като повторно използване, поправяне, рециклиране, обезвреждане и компостиране с индустриални практики като елиминиране на токсини и промяна в дизайна на опаковките и продуктите в ключовото изискване за 21 век – нуждата от развитие на устойчиви общности и устойчиви компании.
Стратегията цели максимизиране на рециклирането и минимизиране на отпадъците и структурен подход, който осигурява повторната употреба, ремонта или връщането обратно в природата или на пазара още по време на производството на продукта. Резултатът е по-устойчиво взаимоотношение с природата, включвайки принципи като опазване на ресурсите, ограничаване на замърсяването, увеличаване на трудовата заетост и създаване на възможно най-голям брой местни самоиздържащи се икономики.
Нулевите отпадъци са цел, според която правителствата, общностите и бизнес сектора не базират своята ползотворност на хабенето на земните ресурси.